# ۱۰۸۹ (قمری)
۱۰۸۹ (قمری)، هزار و هشتاد و نهمین سال در گاهشماری هجری قمری است. اول محرم این سال برابر با بیست و سوم فوریه سال ۱۶۷۸ میلادی است.